# Perkoz żółtodzioby
Perkoz żółtodzioby (Aechmophorus clarkii) – gatunek dużego ptaka wodnego z rodziny perkozów (Podicipedidae), zamieszkujący zachodnią i południową część Ameryki Północnej. Nie jest zagrożony wyginięciem.

## Systematyka
Do połowy lat 80. XX wieku perkoz żółtodzioby uważany był za jaśniejszą odmianę perkoza wielkiego (A. occidentalis), jednak mimo pokrywania się ich zasięgów występowania sporadycznie dochodzi do hybrydyzacji między nimi, prawdopodobnie ze względu na odmienny głos wabiący; ponadto występują znaczne różnice genetyczne między nimi.

### Podgatunki
Wyróżniono dwa podgatunki perkoza żółtodziobego:
- A. clarkii clarkii (Lawrence, 1858) – północny i środkowy Meksyk
- A. clarkii transitionalis Dickerman, 1986 – południowo-zachodnia Kanada i zachodnie USA

## Morfologia

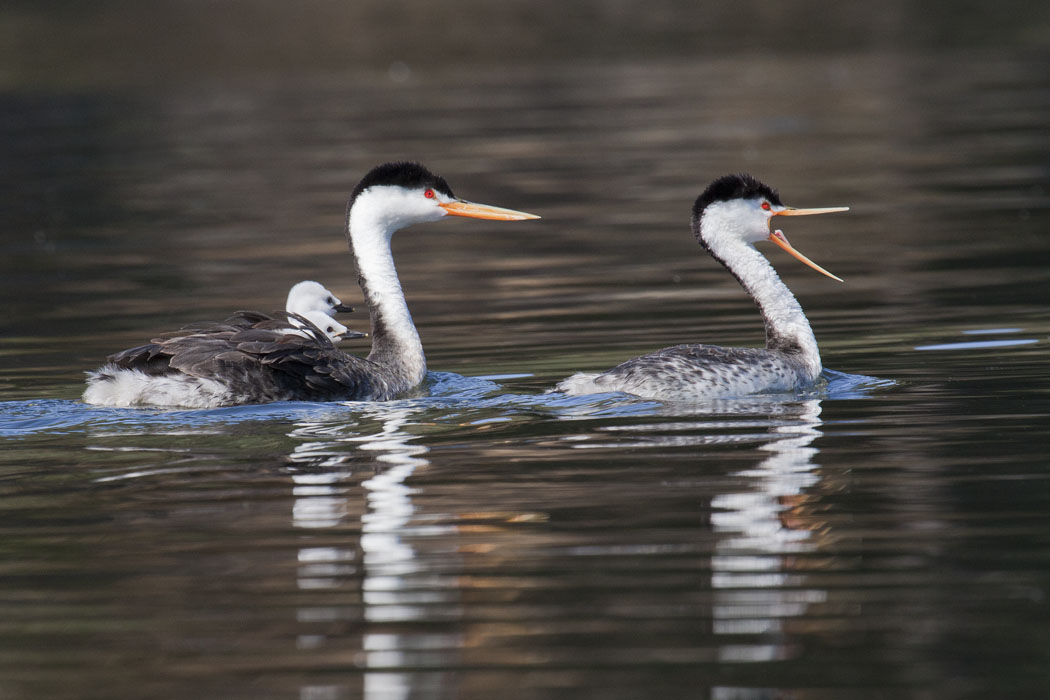
Rodzina perkozów żółtodziobych

WyglądDuży perkoz z długim, żółtym dziobem. Oczy czerwone. W odróżnieniu od perkoza wielkiego ma białe obwódki oczu. W upierzeniu godowym u samca głowa czarna. Szyja długa, łabędzia, biała z przodu, od strony grzbietu czarna. Grzbiet i skrzydła siwe. Od spodu pióra białe z kasztanowatym nalotem na bokach i piersi. Spód skrzydeł biały.
RozmiaryDługość ciała 55–75 cm, rozpiętość skrzydeł 58–64 cm; masa ciała 718–1258 g.

## Zasięg, środowisko
Zamieszkuje jeziora śródlądowe Ameryki Północnej. W czasie migracji przenosi się na tereny przybrzeżne Pacyfiku. Populacje stanów Kalifornia, Nevada, Arizona oraz Meksyku – osiadłe.

## Pożywienie
Ryby, mięczaki, kraby i salamandry.

## Status
IUCN uznaje perkoza żółtodziobego za gatunek najmniejszej troski (LC – Least Concern) nieprzerwanie od 1988 roku. Liczebność populacji szacuje się na 7300 – 14 000 dorosłych osobników. Trend liczebności populacji uznawany jest za spadkowy.